# تپه تازه ناب وسطی ۲
تپه تازه ناب وسطی ۲ مربوط به سده‌های متاخر دوران‌های تاریخی پس از اسلام است و در شهرستان نهاوند، بخش مرکزی، روستای تازه ناب وسطی، تازه ناب دره واقع شده و این اثر در تاریخ ۲۶ اسفند ۱۳۸۷ با شمارهٔ ثبت ۲۶۱۵۲ به‌عنوان یکی از آثار ملی ایران به ثبت رسیده است.